# أتيكا
هذه المقالة عن المنطقة التاريخية باليونان، وعن المنطقة الإدارية الحديثة يمكنك الإطلاع على أتيكا (منطقة)، وللمزيد من المعلومات عن الإقليم السابق اطلع على أتيكا. ولاستخدامات أخرى، انظر أتيكا (توضيح).

أتيكا (باليونانية: Attikḗ،ΑττικήأوAttikī́، وباليونانية القديمة: [atːikɛ̌ː] أو الحديثة: [atiˈci]) هي المنطقة التاريخية التي تضم مدينة أثينا عاصمة اليونان. وتتركز المنطقة التاريخية في شبه الجزيرة الإغريقية، الواقعة في بحر ايجه. والمنطقة الإدارية الحديثة في أتيكا هي الأكثر اتساعا من المنطقة التاريخية حيث تتضمن جزر سارونيك، كيثيرا، وبلدية ترويزينيا في جزيرة بيلوبونيز. يرتبط تاريخ أتيكا كثيراً بتاريخ أثينا، والتي كانت في العصر الكلاسيكي واحدة من أهم المدن في العالم القديم.

## جغرافيا

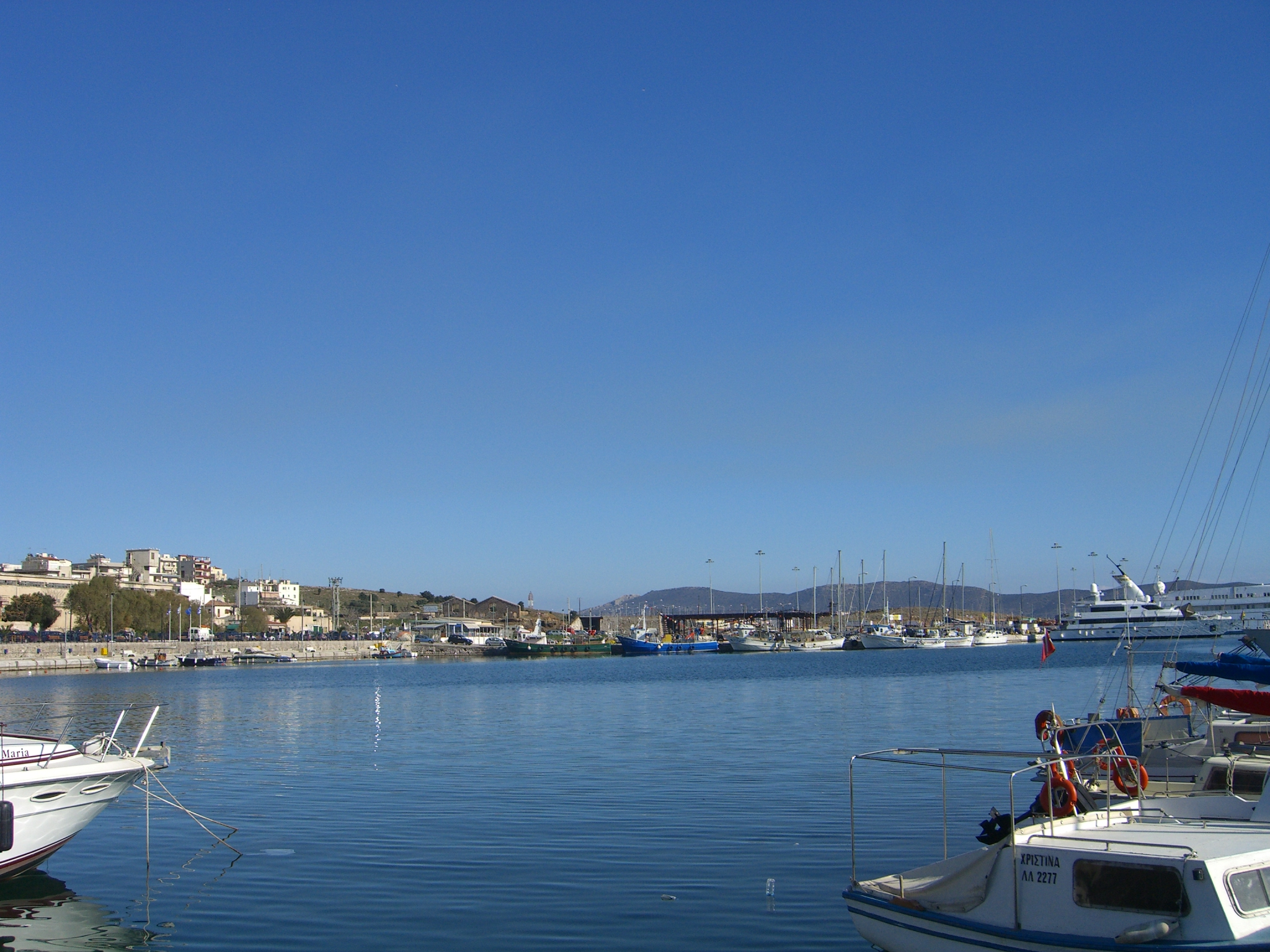
ميناء لافريو

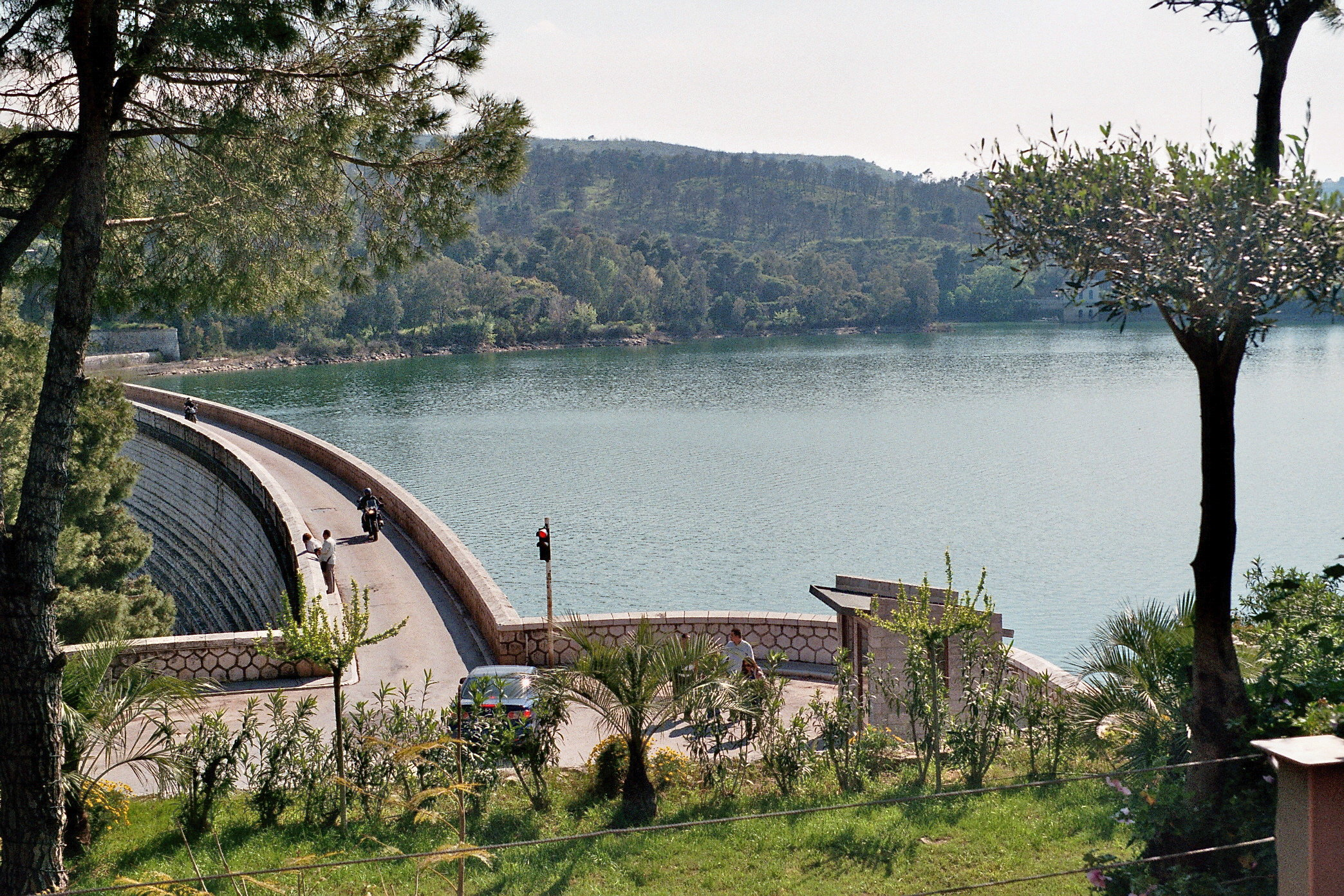
بحيرة ماراثون

أتيكا هي شبه جزيرة ثلاثية بارزة في بحر ايجه. وتنقسم بطبيعة الحال إلى الشمال حيث توجد بيوتيا ويمتد بها سلسلة جبال كيثايرون لمسافة 10 اميال (16كم)، وإلى الغرب يحدها البحر وقناة كورينث، وإلى الجنوب حيث يقع خليج سارونيك، وتقع جزيرة وابية ما بين الشمال والسواحل الشرقية. بالإضافة إلى الجبال التي تفصل شبه الجزيرة إلى سهول بيدياس، وميسوقايا، وثرياجون. فالجزء الشرقي من جبال أتيكا هيميتوس هو جيرانيا، وبارنيثا (أعلى جبل في أتيكا)، وأيغاليو، وبنتلي. وهناك أيضًا أربعة جبال وهي أيغاليو، جيرانيا، بارنيثا، بنتلي وهيميتوس (اتجاه عقارب الساعة من الجنوب الغربي) وهي حدود مرتفع سهل جبلي الذي يجمع بين أثينا وبيريوس. سهل ميسوقايا والذي يسمى الآن بسهل ميسوقيا، يقع شرق جبل هيميتوس والمتجه نحو الشمال حيث تلال جبل بنتلي، وإلى الشرق نحو خليج وابية وجبل موراينس (ميرنتا الحديثة)، وإلى الجنوب نحو جبال لوريم (لافريو الحديثة). وخزان مياه أثينا الاحتياطي في بحيرة ماراثون، وهي بحيرة اصطناعية تم إنشاؤها في عام 1920. تغطي غابات الصنوبر والتنوب المنطقة التي حول بارنيثا. وكذلك هيميتوس، بنتلي، موراينس ولافريو تغطى بأشجار الصنوبر، بينما يحتوي الباقي على شجيرات.
كيفيسوس وهو أطول نهر في اتيكا.
وفقا لأفلاطون، فإن الحدود القديمة لأتيكا ثُبتت من خلال حاجز مُقابل القارة حيث تمتد إلى مرتفعات كيثاير ونبارنيز. وينزل خط الحدود للأسفل باتجاه البحر، كما تحدها من اليمين منطقة اروبوس، ومن اليسار نهر اسوبوس.

## التاريخ

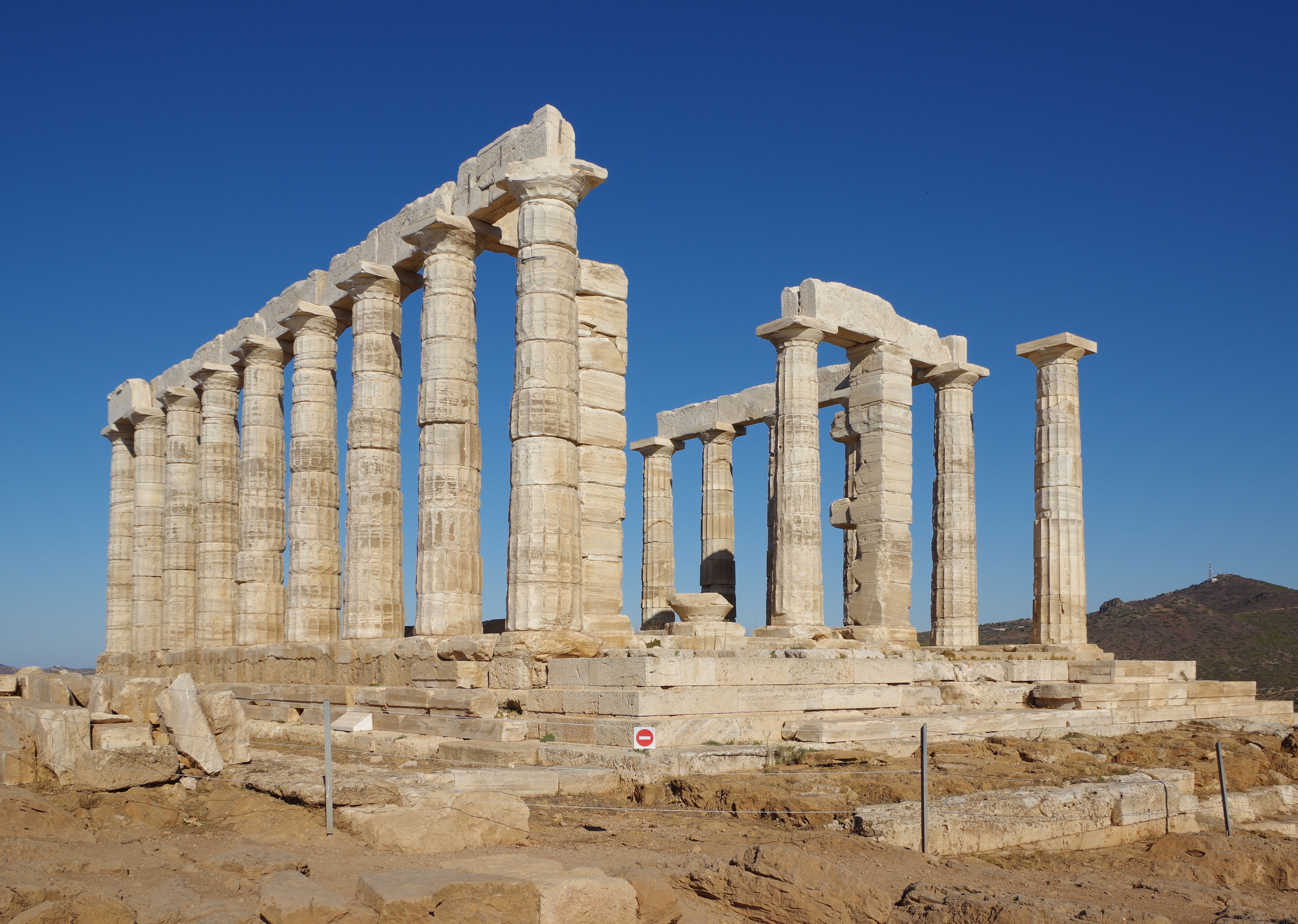
معبد بوسيدون (440 قبل الميلاد) في كيب سونيون، أقصى جنوب أتيكا.

### التاريخ القديم

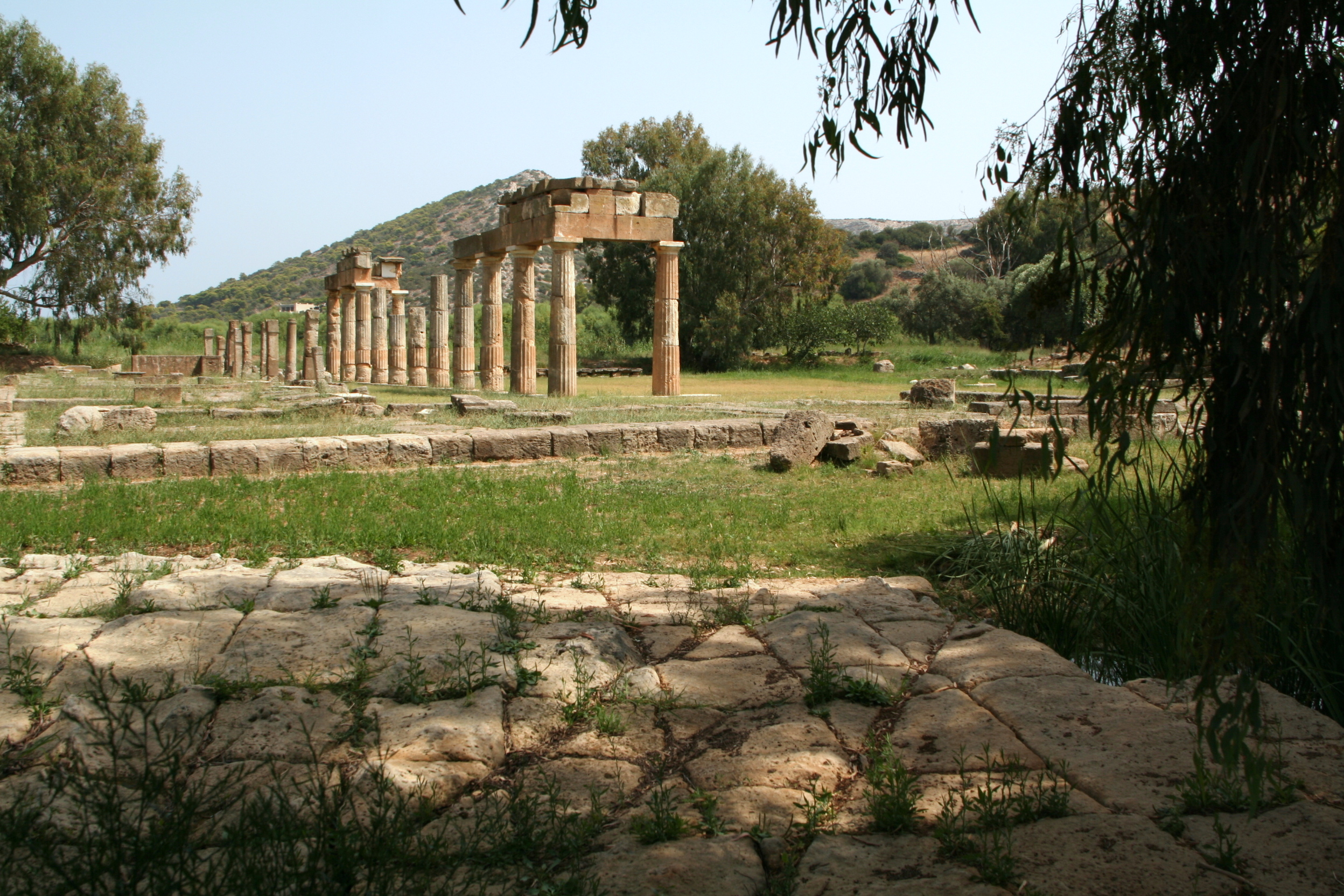
الموقع القديم لـ فرافرونا

خلال العصور القديمة، كان الأثينيون يتفاخرون بكونهم «الأصليون»، ومما قالوا هو أنهم كانوا السكان الأصليين للمنطقة ولم ينتقلوا إلى أتيكا من مكان آخر. رويَ في التقاليد الحالية في الفترة الكلاسيكية، أن خلال العصور المظلمة اليونانية، أتيكا أصبحت ملجأ للأيونيين، الذين ينتمون إلى قبيلة من البيلوبونيز الشمالية. ولربما قد اضطر الأيونيين للخروج من وطنهم بسبب أكيان، الذين قد أُجبروا للخروج من وطنهم في غزو دوريان. ومن المفترض بأن الأيونيين قد اتحدوا مع الأتيكيين القدماء، واعتبروا أنفسهم بعد ذلك جزءًا من قبيلة الأيوني فتحدثوا اللهجة الأيونية. ولقد ترك الكثير من الأيونيين في وقتٍ لاحق أتيكا لاستعمار ساحل بحر ايجه من آسيا الصغرى ومن ثم إنشاء اثنتي عشرة مدينة في أيونيا.
و خلال الفترة المايسينية عاش الأتيكيين في مجتمعات زراعية مستقلة. والأماكن الرئيسية التي قد تم العثور فيها على بقايا ما قبل التاريخ هي ماراثون، رافينا، نيا ماكري، براورون، ثوريكوس، اجيوس كوسماس، إلفسينا، أخارنيس، ماركوبولون، سبارتا، أفيدنيس، وأثينا. حيث أن جميع هذه المستوطنات قد ازدهرت خلال الفترة المايسينية. ووفقًا للتقاليد، فقد كانت تتألف أتيكا خلال عهد الملك الأسطوري الأيوني كيكروبس من اثني عشرة مجتمعًا صغيرًا، حيث اتحدت في وقت لاحق في دولة أثينية خلال عهد ثيسيوس، الملك الأسطوري لأثينا. ونظراً للمؤرخين المعاصرين فإنه من المرجح بأن المجتمعات قد اتحدت تدريجيًا إلى دولة أثينية خلال القرن السابع والثامن قبل الميلاد.
و حتى القرن السادس كانت قد عاشت العائلات الأرستقراطية حياة مستقلة في الضواحي. بعد الحكم الاستبدادي لبيسيستراتوس والإصلاحات التي نفذها كليسثينز فخسرت المجتمعات المحلية استقلالها واستسلمت للحكومة المركزية أثينا. ونتيجة لهذه الإصلاحات، تم تقسيم أتيكا إلى ما يقارب مائة بلدية، ديميس (dēmoi, δῆμοι)، وبالإضافة إلى ثلاثة قطاعات واسعة: المدينة (ἄστυ)، وتضم مناطق وسط أثينا، إميتوس، أغليو وسفح جبل بارنيس. الساحل (παράλια)، ويشمل المنطقة الواقعة بين إلفسينا وكيب سونيون. محيط المدينة (ἐσωτερικό-μεσογαία)، وقد عُمّرها السكان الذين يعيشون في شمال جبل بارنيثا، بينديلي والمنطقة الشرقية لجبل هيميتوس. فكل وحدة مدنية تشمل أجزاء متساوية من سكان المدينة، منهم البحارة والمزارعين. "trittýs" («الثالثة») وكل قطاع يتكون من قبيلة. وبناءً على ذلك تتكون أتيكا من عشرة قبائل.

#### الحصون

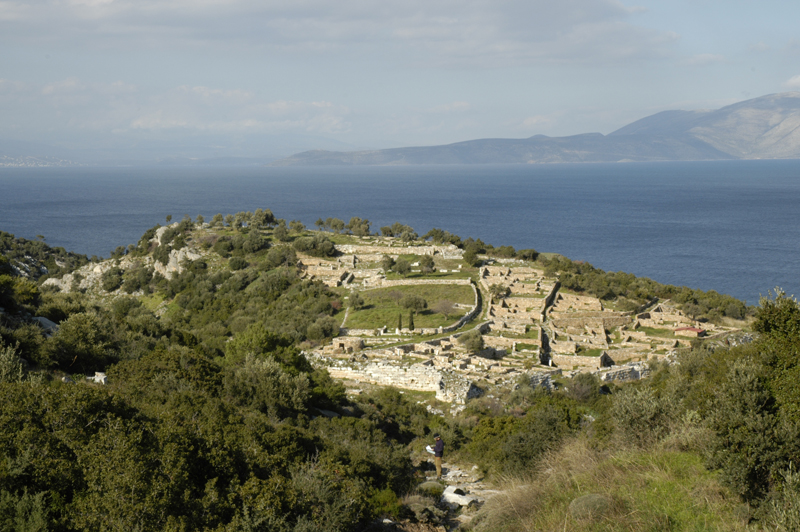
منظر لـ رهمنوس

خلال الفترة الكلاسيكية، كانت أثينا محصنة من الشمال بقلعة إيلوثيريا حيث حُرست جيدا. وكانت القلاع الأخرى هي أينوي، ديكيلا وأفيدنيس. ولحماية الألغام في لافريو، على الساحل، كانت أثينا محصنة بجدران في رهمنوس، ثوريكوس، سونيون، أنافيسوس، بيرايوس وإلفسينا.

#### أماكن العبادة

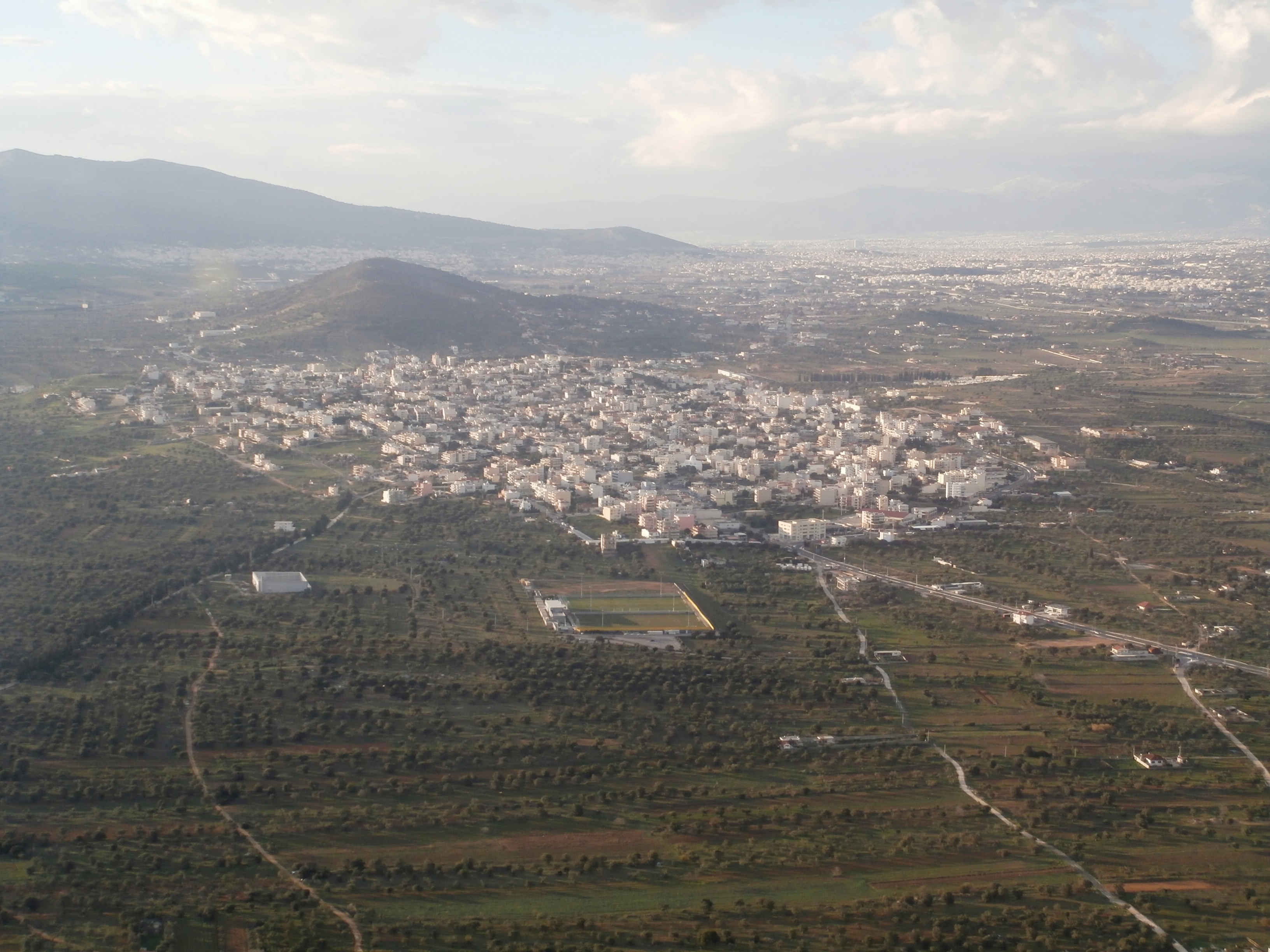
سباتا

على الرغم من المواقع الأثرية التي وجدت تقريبًا في جميع مناطق أتيكا، إلا أن أهمها هي تلك التي وجدت في إلفسينا. فقد بدأت عبادة آلهة ديميتر وكورا في الفترة المايسينية واستمرت حتى أواخر العصور القديمة.
وهناك العديد من أنواع العبادات الأخرى التي من الممكن أن تعود إلى ما قبل التاريخ. فعلى سبيل المثال فقد كانت عبادة بان ونمفس شائعة في مناطق متعددة من أتيكا مثل ماراثون، بارنيس وإميتوس. فإله الخمر ديوني سوس كان يعبد في منطقة أكاريا بشكلٍ رئيسي، والتي أصبحت الآن تسمى بضاحية ديوني سوس. كما أن إفيجينيا وأرتميس كانتا تُعبدان في برايرون، وأرتميس في رافينا، وأثينا في سونيون، وأفروديت في ايرا ادوس، وأبوللو في دافني.
حيث يقام مهرجان تشالسيا كل خريف في أتيكا وهو مهرجان تكريم الآلهة هيفايستوس وأثينا ارقان.

### فترة العصور الوسطى
المقالات الرئيسية: اليونانية البيزنطية، دوقية أثينا واليونانية العثمانية.

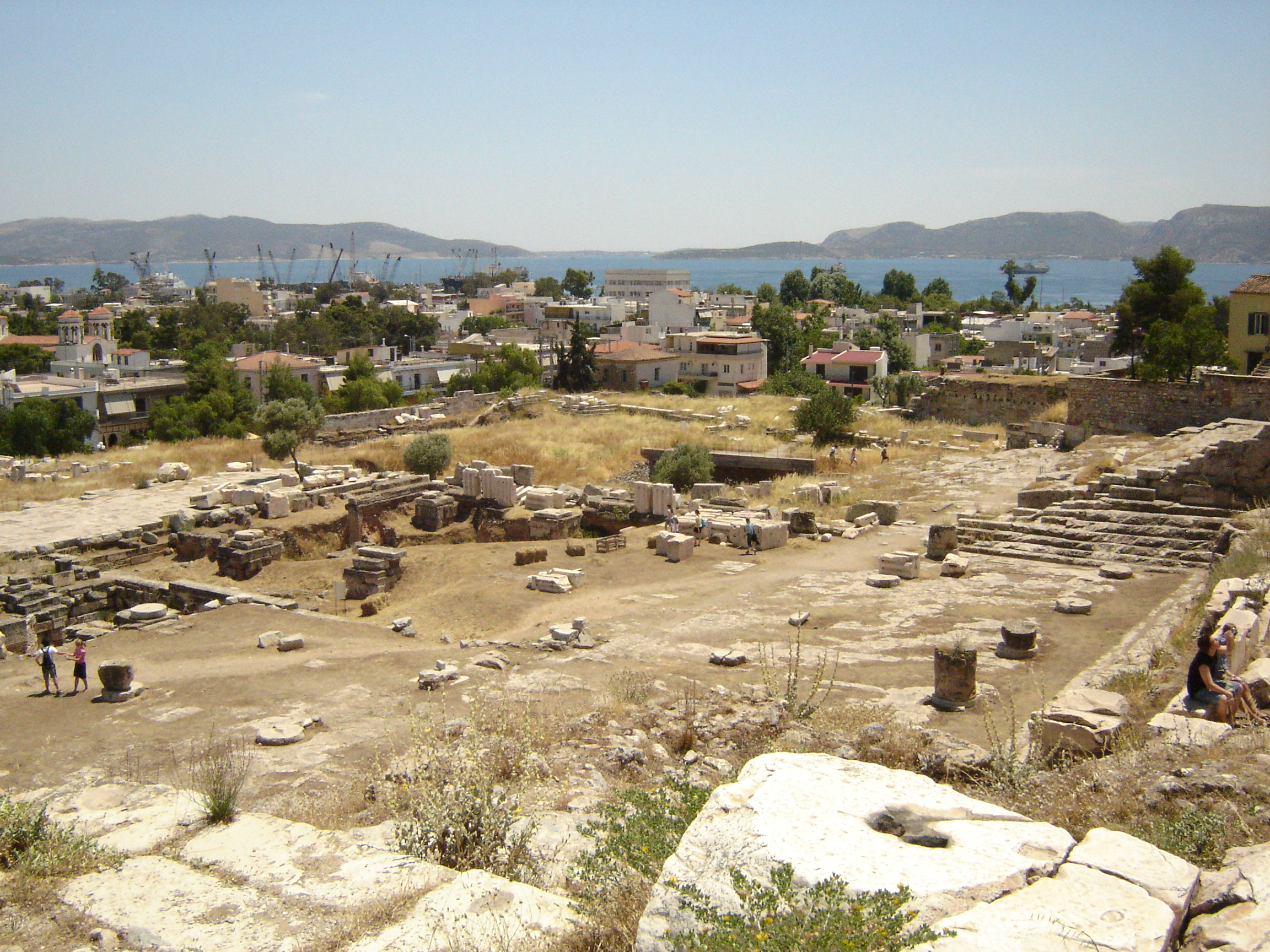
بقايا أثرية من إليفسيس.

بعد فترة العصور القديمة، أصبحت أتيكا تحت الحكم الروماني، البيزنطي، الفينيسي والعثماني. وخلال الفترة البيزنطية، تعرضت أثينا للغزو من القوط تحت أوامر ألاريك في عام 396 م. ومن ثم انخفض عدد سكان أتيكا بالمقارنة مع المنطقة المجاورة بيوتيا.
تعود المواقع ذات الأهمية التاريخية إلى القرنين الحادي عشر والثاني عشر، حينما كانت أتيكا تحت حكم الفرنجة. والدير العظيمة لدافني التي تم بناؤها أثناء حكم 'جستنيان الأول'، وهي حالة فردية لا تعد تنمية واسعة لأتيكا خلال الفترة البيزنطية. من ناحية أخرى، تظهر المباني التي شُيدت في القرنين الحادي عشر والثاني عشر كتطور عظيم والتي استمرت خلال حكم الفرنجة الذين لم يفرضوا حكم صارم.
و خلال الحكم العثماني، تمتعت أثينا ببعض الحقوق ومع هذا لم يكن الحال كذلك مع قرى أتيكا. وكانت هناك مناطق كبيرة بحوزة الأتراك، الذين أرهبوا السكان بمساعدة سبيس. كما لعبت أديرة أتيكا دوراً هاماً في المحافظة على العنصر اليوناني للقرى.
و على الرغم من وجود المحتلين، إلا أن أتيكا تمكنت من المحافظة على تقاليدها. ومما يثبت هذه الحقيقة هو الحفاظ على أسماء المواقع الجغرافية القديمة مثل أوروبوس، ديوني سوس، إلفسينا وماراثون. وخلال حرب اليونانية للاستقلال، كان أول الثوار هم فلاحو أتيكا (نيسان/أبريل عام 1821)، فاحتلوا أثينا واستولوا على الأكروبوليس الذي تم تسليمه إلى اليونانيين في حزيران/يونيو من عام 1822.

### أتيكا بعد عام 1829

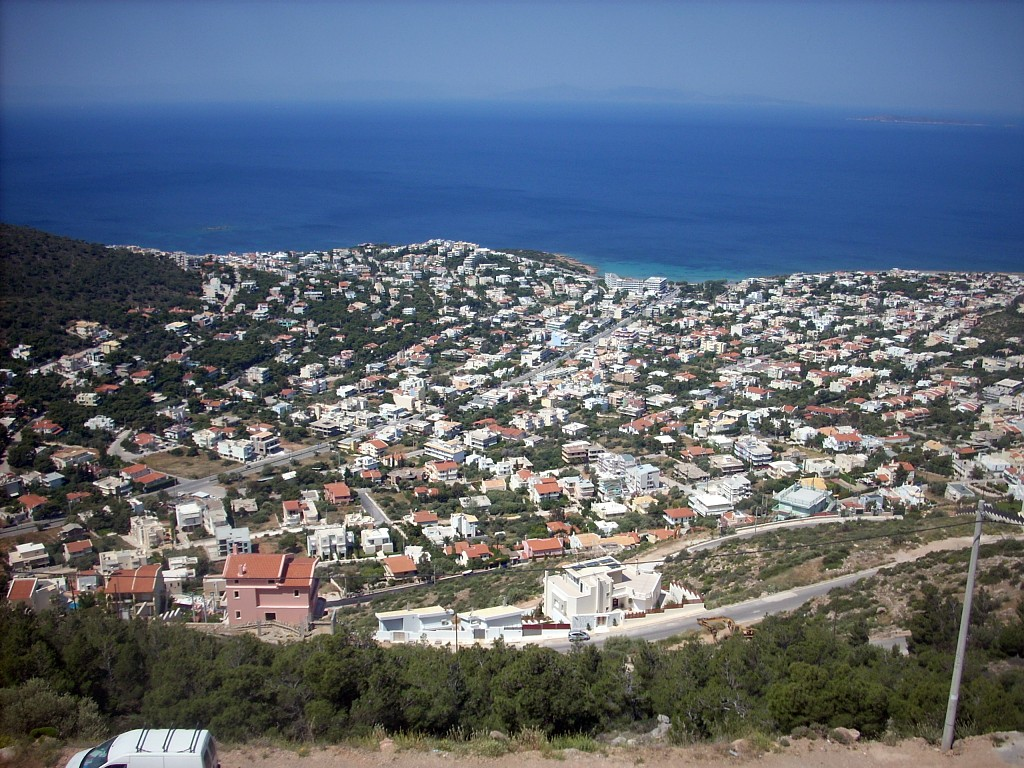
سارونيدا

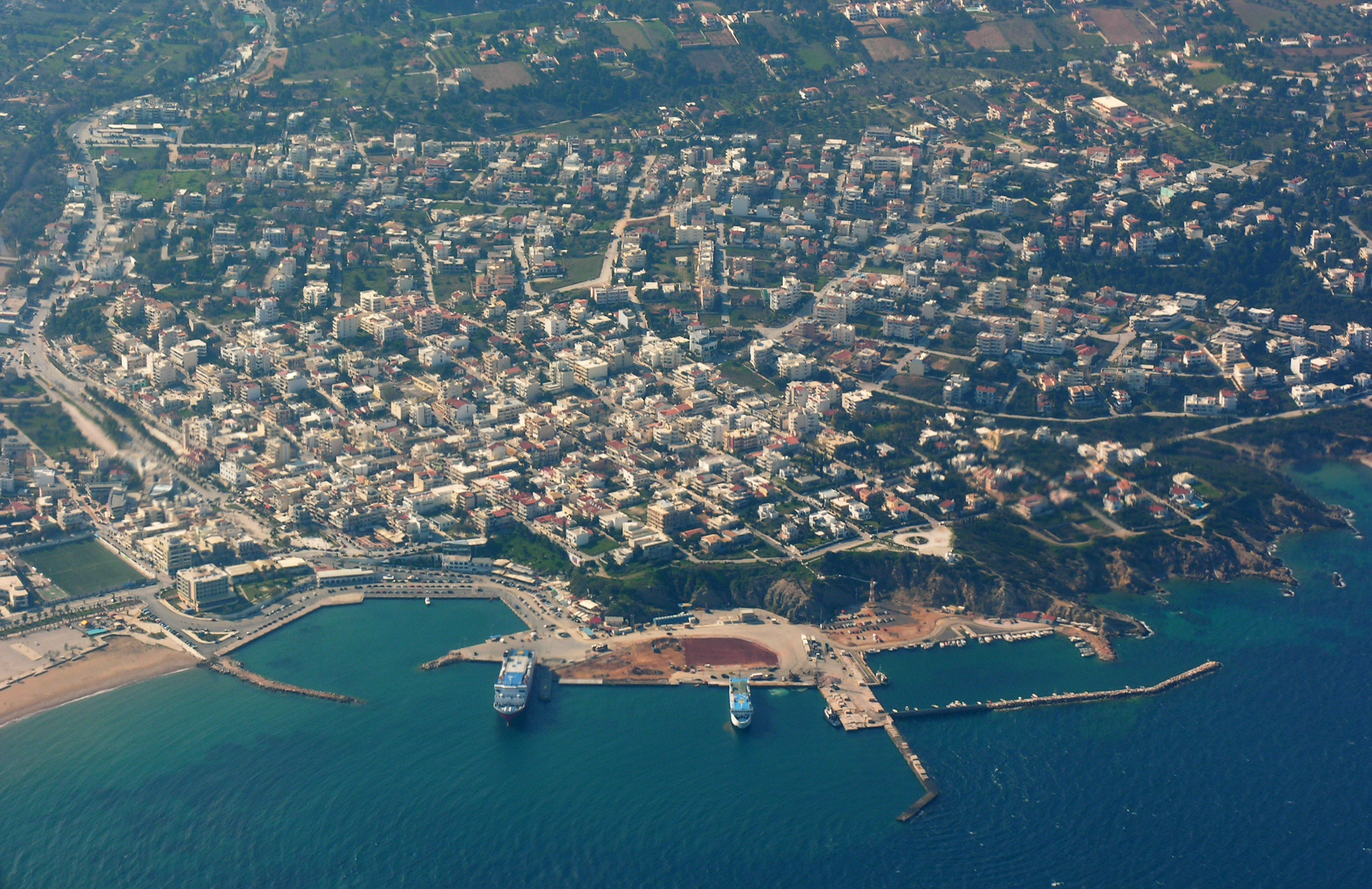
صورة جوية لـ رافينا.

أتيكا، هي مكان في اليونان وقد انتمت إلى الدولة اليونانية المستقلة. وفي عام 1834 تم إعادة تأسيس أثينا وبناء عاصمة يونانية جديدة (انتقلت من نافبليو إلى ارغوليس). وقد عاد أناس من أنحاء أخرى من اليونان للسكن في أتيكا تدريجيًا. حيث جاء الانطلاق المفاجئ مع اللاجئين اليونانيين من الأناضول عقِب تبادل السكان بين اليونان وتركيا بموجب 'معاهدة لوزان'. وتحتل اليوم أثينا الحضرية جزءًا كبيرًا من أتيكا. فالمنطقة اليونانية الحديثة أتيكا تشمل أتيكا الكلاسيكية بالإضافة إلى جزر سارونيك، وجزء صغير من البيلوبونيز حول ترويزين وجزيرة كايثرال سيثيرا، ولونيان.

## المصدر
هنا